# Chorilibinia
Chorilibinia is een geslacht van kreeftachtigen uit de klasse van de Malacostraca (hogere kreeftachtigen).

## Soort
- Chorilibinia angusta Lockington, 1877